# Tenuipalpus bassiae
Tenuipalpus bassiae är en spindeldjursart som beskrevs av Mohanasundaram 1988. Tenuipalpus bassiae ingår i släktet Tenuipalpus och familjen Tenuipalpidae. Inga underarter finns listade i Catalogue of Life.